# Luciano Pigozzi
Luciano Pigozzi (ur. 10 stycznia 1927 w Novellarze, zm. 14 czerwca 2008 w Rzymie) – włoski aktor filmowy i telewizyjny.
Swoją karierą aktorską rozpoczął w latach 50. Do 1989 wystąpił w ponad stu produkcjach filmowych. Znany także pod pseudonimami, jako Alan Collins lub Alan Collin.

## Wybrana filmografia
- Matka i córka (La ciociara, 1960) jako małpiszon
- Sześć kobiet dla zabójcy (Sei donne per l'assassino, 1964) jako Cesar Losarre
- Śmiertelny bieg (Geheimnisse in goldenen Nylons, 1967) jako Van Joost
- Tutti i colori del buio (1972) jako adwokat Francis Clay
- Yor, myśliwy z przyszłości (Yor, the Hunter from the Future, 1983) jako Pag
- Strike Commando (1987) jako Le Due
- Strike Commando 2 (1988) jako dowódca przemytników
- Urodzony morderca (1989) jako więzień